# Jean Reyssier
Jean Reyssier, né le 31 mai 1922 à Châlons-sur-Marne (auj. Châlons-en-Champagne) et mort le 7 octobre 2003, est un homme politique français.

## Origines et débuts politiques
Jean Reyssier entre aux chemins de fer alors qu'il a 14 ans comme élève-bureau.
Pendant l'occupation allemande, il œuvre dans la Résistance en tant que cheminot. Mais son principal projet est de rejoindre la Grande-Bretagne pour revenir combattre l'occupant nazi. Pour ce faire, il prend contact avec un groupe résistant début 1943 ; pour le voyage il se procure de faux papiers et prend l'identité de Jean Delgée, étudiant censé habiter Charleville-Mézières. Malheureusement, ce groupe de résistants ardennais fut démantelé, ses membres arrêtés et le projet ne put se réaliser. Malgré cela, il continuera son action de résistance jusqu'à la libération.
En 1944, il adhère à la CGT des cheminots où il deviendra rapidement délégué. Dans la même période, sur le plan politique et local, il devient l'un des principaux militants local au sein du PCF.
Il est élu conseiller municipal de Châlons-sur-Marne de 1953 à 1959. Il fait alors partie de la commission des finances et du contentieux, ainsi que la commission de la famille et de l'enfance. Cependant, ses interventions débordent largement de ces deux domaines et notamment sur la création des transports urbains.

## Maire de Châlons-sur-Marne (aujourd'hui Châlons-en-Champagne)
Il conduit la liste d'Union de la Gauche et des Démocrates et devient maire de Châlons-sur-Marne le 18 mars 1977 avec 58,01 % des voix.
Il est également président de District et siège au conseil régional de Champagne-Ardenne en tant que représentant de la ville.
Réélu maire en 1983, avec 51 % des voix dans un contexte politique national difficile pour la gauche, puis en 1989, avec environ 52 % des suffrages au deuxième tour.
Sous sa mandature, le quartier Saint-Dominique est réhabilité, construction de la maison des syndicats (qui porte désormais son nom) avec en son centre une salle polyvalente de 300 places dénommée Fernand Pelloutier, d'un palais des sports, d'un nouveau Centre de Secours Principal de Sapeurs-pompiers, de la crèche Louise Michel, de la salle de spectacle Pierre Dac (La Comète-Scène nationale), du musée Schiller et Goethe (fermé par son successeur fin 2008). Dans le domaine de l'éducation il fait construire plusieurs établissements ; la bibliothèque Diderot, accueille le Centre national des arts du cirque et rénove les conservatoires de musique et danse.
Il est maire quand, la ville qui souffre d'un défit d'image entame les démarches pour reprendre le nom historique de Châlons-en-Champagne. Le projet, dont l'idée revient notamment au conseiller municipal Roger Canard, est soutenu par un consensus au conseil municipal et une majorité des châlonnais. Il aboutit après la fin de son mandat.
Jean Reyssier est devancé par Bruno Bourg-Broc au premier des élections municipales de 1995. Au second tour, il est battu avec 42,61 % contre 57,39 % face à son rival RPR.

## Député de la Marne

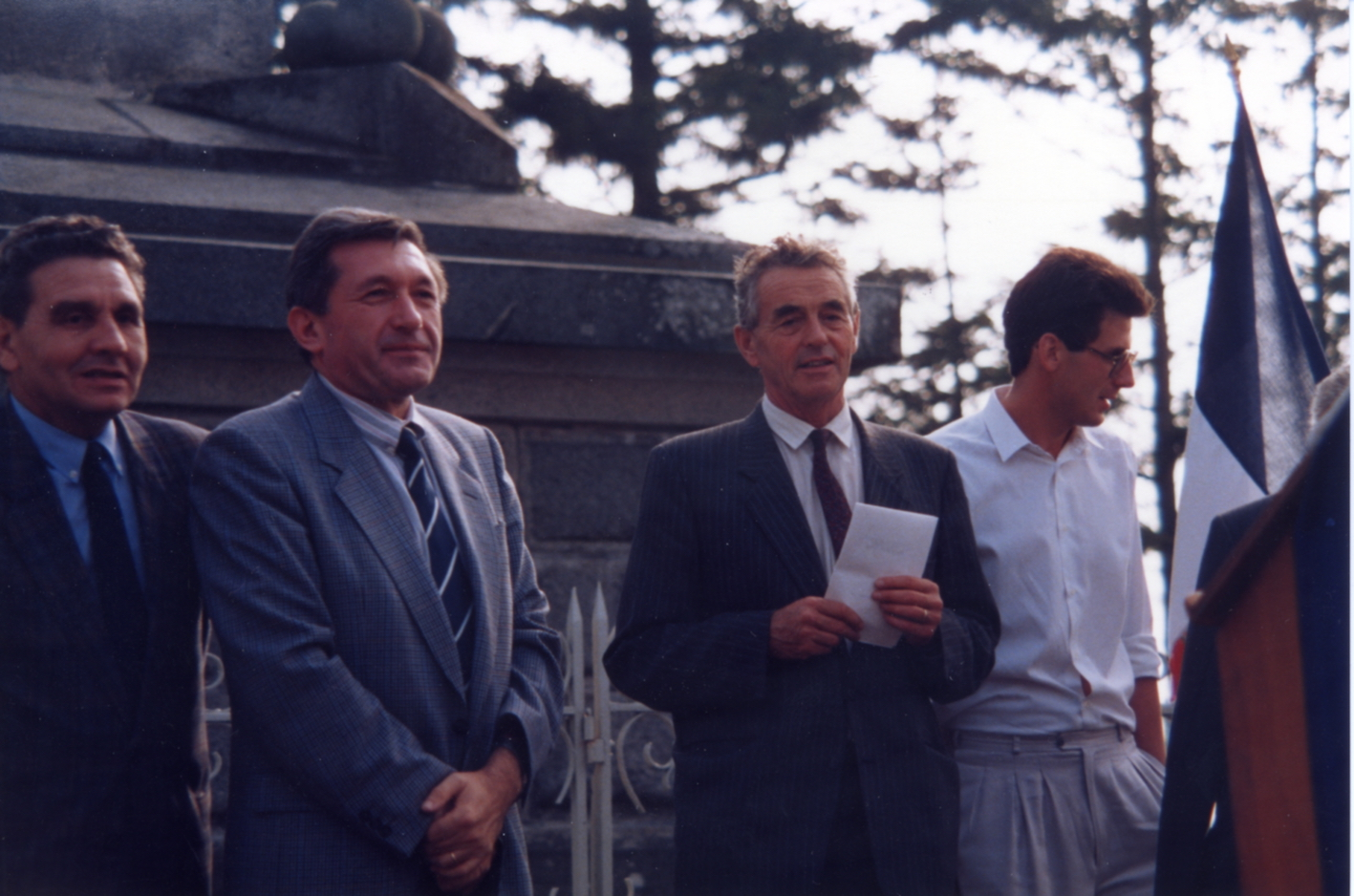
Jean Reyssier au moulin de Valmy en 1988.

Lors des élections législatives de 1962, il se présente dans la 3e circonscription de la Marne, regroupant l'Est du département dont la préfecture.
Il est élu député de la Marne en 1986, à la faveur du nouveau mode de scrutin proportionnel. A l'Assemblée Nationale, il vote notamment contre les textes sur les licenciements et contre l'Acte unique européen. Son mandat prend fin en 1988.
Le scrutin par circonscription est rétabli en 1988 et il se présente dans la 4e de la Marne, à laquelle appartient Châlons. Il arrive en tête de la gauche au premier tour avec 23,8 % des suffrages, mais s'incline au second. En 1993, il est à nouveau candidat. Malgré un score de 13,61 % sur la circonscription, loin derrière le député Bourg-Broc à 41,27 %, il accède au second tour. Il est battu avec 37,03 % des voix contre 62,97 %.

## Conseiller général
Il est élu conseiller général du canton de Châlons-sur-Marne en 1964, puis du canton de Châlons-3 de 1973 à 1994.

## Décoration
Le 17 juin 2000, le ministre des Transports, Jean-Claude Gayssot, remet à Jean Reyssier l'insigne de Chevalier de la Légion d'honneur.